# Narciso Mendoza, Tabasco
Narciso Mendoza är en ort i Mexiko.   Den ligger i kommunen Macuspana och delstaten Tabasco, i den sydöstra delen av landet, 700 km öster om huvudstaden Mexico City. Narciso Mendoza ligger 7 meter över havet och antalet invånare är 150.
Terrängen runt Narciso Mendoza är mycket platt. Runt Narciso Mendoza är det ganska tätbefolkat, med 67 invånare per kvadratkilometer. Närmaste större samhälle är Buenavista, 4,9 km söder om Narciso Mendoza. Trakten runt Narciso Mendoza består till största delen av jordbruksmark.